# Nitocris
Nitocris (nombre griego: Νίτωκρις) es considerada la última faraón de la dinastía VI de Egipto, de c. 2183 a 2171 a. C.. 
Supuestamente, sería la primera mujer que toma el título de faraón. Otras serían Hatshepsut de la dinastía XVIII y Cleopatra VII de la dinastía Ptolemaica.
Tras Nitocris, comienza el Primer periodo intermedio de Egipto.  

## Nitocris en los antiguos textos
Su nombre, Nitocris, se encuentra en las Historias de Heródoto y los epítomes de Manetón, asignándole Julio Africano doce años de reinado en lugar de los habituales dos.
Según Heródoto (Historias II), Nitocris invitó a los asesinos de su hermano y marido, el rey de Egipto, a un banquete y los asesinó cerrando todas las puertas e inundando el lugar, ahogándolos con las aguas del Nilo hacia allí encauzadas. Después, para escapar de los otros conspiradores, se suicidó lanzándose al fuego. 

…[Nitocris] sucedió a su hermano. Este había sido rey de Egipto y fue ejecutado por sus súbditos, quienes la colocaron en el trono. Decidida a vengar su muerte, ideó un astuto plan con el que exterminó a un gran número de egipcios. Construyó una espaciosa cámara subterránea y, con el pretexto de inaugurarla, ofreció un banquete al que invitó a todos aquellos que sabía que eran responsables del asesinato de su hermano. De repente, mientras festejaban, dejó que el río los alcanzara mediante un gran conducto secreto.
Heródoto.

Heródoto también comenta que "después de la muerte de Nitocris, el país se hunde en un estado de inestabilidad, confusión y caos".
Manetón la describe como "más valiente que todos los hombres de su época, la más bella de todas las mujeres, de piel hermosa y rojas mejillas" y comenta que ella ordenó construir la "tercera pirámide" en Guiza, que en realidad pertenece a Menkaura (Micerino).

## Posible error histórico
No se menciona a Nitocris en ninguna inscripción de su época y es muy probable que no existiera y sea un personaje legendario surgido en la Baja Época.
Aunque Nitocris aparece en un fragmento del Canon de Turín (fechado en la dinastía XIX) con el nombre egipcio de Neithikerty, el fragmento donde aparece este nombre se creía que pertenecía al capítulo de la dinastía VI de esta lista de reyes, confirmando así tanto a Heródoto como a Manetón.
Sin embargo, el análisis microscópico del Canon de Turín sugiere que el fragmento se perdió y que el nombre Neithikerty es realmente una transcripción defectuosa del nombre de un rey masculino denominado Necherkara Siptah que en la Lista Real de Abidos figura como sucesor de Nemtyemsaf II, faraón de la dinastía VI. En la Lista de Real de Abidos, Necherkara Siptah está situado en el lugar correspondiente al de Neithikerty Siptah en el Canon de Turín.
El episodio sobre la venganza de Nitocris podría haberse basado, en realidad, en las maniobras políticas de la Divina Adoratriz de Amón Nitocris II, al refugiarse en el Oráculo de Siwa tras la ocupación persa y coordinar desde el exilio en el desierto líbico la resistencia contra aquellos colaboracionistas con la satrapía de Cambises II en Egipto, los mismos que habían propiciado la muerte del hermano de Nitocris II, el faraón Psamético III.

## Titulatura
| Titulatura | Jeroglífico | Transliteración (transcripción) - traducción - (referencias) |

| n · t · Z5 | i | X7 · r | t · Z4 | G7 |

| n · t · Z5 | i | X7 · r | t · Z4 | G7 |

| n · t · Z5 | i | X7 · r | t · Z4 | G7 |

| n · t · Z5 | i | X7 · r | t · Z4 | G7 |

| n · t · Z5 | i | X7 · r | t · Z4 | G7 |

| n · t · Z5 | i | X7 · r | t · Z4 | G7 |

| n · t · Z5 | i | X7 · r | t · Z4 | G7 |

| n · t · Z5 | i | X7 · r | t · Z4 | G7 |

| n · t · Z5 | i | X7 · r | t · Z4 | G7 |

| n · t · Z5 | i | X7 · r | t · Z4 | G7 |

| n · t · Z5 | i | X7 · r | t · Z4 | G7 |

| n · t · Z5 | i | X7 · r | t · Z4 | G7 |

| n · t · Z5 | i | X7 · r | t · Z4 | G7 |

| n · t · Z5 | i | X7 · r | t · Z4 | G7 |

| n · t · Z5 | i | X7 · r | t · Z4 | G7 |

| n · t · Z5 | i | X7 · r | t · Z4 | G7 |